# Дзуффи, Лука
Лука Дзуффи (нем. Luca Zuffi; родился 27 марта, 1990 года, Винтертур, Швейцария) — швейцарский футболист, полузащитник клуба «Сьон». Выступал в сборной Швейцарии.

## Клубная карьера
Дзуффи — воспитанник клуба «Винтертур», за который играл в 2006—2012 годах. В 2012 году перешёл в «Тун», игравший на тот момент в чемпионате Швейцарии. 14 июля в матче против «Лозанны» дебютировал в национальном чемпионате. 21 апреля 2013 года в матче против «Базель» забил свой первый гол за «Тун».
1 июля 2014 года за 600 тысяч евро перешёл в «Базель». И уже 19 июля в матче против «Арау» дебютировал за новый клуб. 9 августа того же года в матче против «Цюриха» забил первый гол за «Базель». В сезоне 2014/15 стал чемпионом Швейцарии, а также финалистом кубка Швейцарии.

## Международная карьера
Играл за различные молодёжные сборные Швейцарии. 9 октября 2015 года в матче отборочного турнира к чемпионату Европы 2016 против сборной Сан-Марино дебютировал за первую сборную.

## Достижения
«Базель»
- Чемпион Швейцарии: 2014/15, 2015/16, 2016/17
- Обладатель Кубка Швейцарии: 2016/17, 2018/19